# 2013-as északisí-világbajnokság
A 39. északisí-világbajnokságot az olaszországi Val di Fiemmében rendezték 2013. február 20. és március 3. között.

## A magyar sportolók eredményei

### Férfi
Selejtező
| Versenyző       | Versenyszám   | Idő              | Helyezés         |
| --------------- | ------------- | ---------------- | ---------------- |
| Cseke Csaba     | Egyéni sprint | 4:38,74          | 110.             |
| Gombos Károly   | 10 km         | 26:32,1          | 22.              |
| Gond Balázs     | Egyéni sprint | nem állt rajthoz | nem állt rajthoz |
| Pálfy Márton    | 10 km         | 29:37,5          | 56.              |
| Pálfy Márton    | Egyéni sprint | 4:33,89          | 105.             |
| Szabó Milán     | 10 km         | 26:24,4          | 19.              |
| Szilágyi Ákos   | Középsánc     | 48,2             | 53.              |
| Tagscherer Imre | 10 km         | 26:58,9          | 26.              |

A 15 km-es férfi sífutás selejtezője 10 km volt.
Verseny
| Versenyző               | Versenyszám  | Idő                        | Helyezés |
| ----------------------- | ------------ | -------------------------- | -------- |
| Szabó Milán Gond Balázs | Csapatsprint | nem ért célba (lekörözték) | 28.      |

### Női
Selejtező
| Versenyző      | Versenyszám   | Idő     | Helyezés |
| -------------- | ------------- | ------- | -------- |
| Fenyvesi Laura | 5 km          | 16:05,5 | 24.      |
| Papp Ildikó    | 5 km          | 15:25,4 | 17.      |
| Papp Ildikó    | Egyéni sprint | 4:26,38 | 87.      |
| Simon Ágnes    | 5 km          | 15:39,5 | 18.      |
| Simon Ágnes    | Egyéni sprint | 4:24,14 | 86.      |
| Szőcs Emőke    | 5 km          | 14:02,0 | 4.       |
| Szőcs Emőke    | Egyéni sprint | 4:06,53 | 79.      |
| Zámbó Viktória | Egyéni sprint | 4:46,68 | 92.      |

A 10 km-es női sífutás selejtezője 5 km volt.
Verseny
| Versenyző               | Versenyszám  | Idő      | Helyezés |
| ----------------------- | ------------ | -------- | -------- |
| Szőcs Emőke             | 10 km        | 29:53,3  | 69.      |
| Szőcs Emőke Papp Ildikó | Csapatsprint | 24:02,58 | 23.      |

## Eredmények
Összesen 21 versenyszámot rendeztek. A feltüntetett időpontok helyi idő szerint értendőek.

### Sífutás

#### Férfiak
| Versenyszám                                | Arany                                                                        | Arany     | Ezüst                                                                               | Ezüst     | Bronz                                                                                           | Bronz     |
| ------------------------------------------ | ---------------------------------------------------------------------------- | --------- | ----------------------------------------------------------------------------------- | --------- | ----------------------------------------------------------------------------------------------- | --------- |
| 15 km klasszikus stílus február 27., 12:45 | Petter Northug · Norvégia                                                    | 34:37,1   | Johan Olsson · Svédország                                                           | 34:48,9   | Tord Asle Gjerdalen · Norvégia                                                                  | 34:59,4   |
| 30 km üldözőverseny február 23., 14:15     | Dario Cologna · Svájc                                                        | 1:13:09,3 | Martin Johnsrud Sundby · Norvégia                                                   | 1:13:11,1 | Sjur Røthe · Norvégia                                                                           | 1:13:11,3 |
| 50 km szabad stílus március 3., 12:30      | Johan Olsson · Svédország                                                    | 2:10:41,4 | Dario Cologna · Svájc                                                               | 2:10:54,3 | Alekszej Poltaranyin · Kazahsztán                                                               | 2:10:58,2 |
| 4 × 10 km-es váltó március 1., 13:30       | Norvégia · Tord Asle Gjerdalen · Eldar Rønning · Sjur Røthe · Petter Northug | 1:41:37,2 | Svédország · Daniel Richardsson · Johan Olsson · Marcus Hellner · Calle Halfvarsson | 1:41:38,4 | Oroszország · Jevgenyij Bjolov · Makszim Vilegzsanyin · Alekszandr Ljogkov · Szergej Usztyjugov | 1:41:39,6 |
| Egyéni sprint február 21., 12:45           | Nyikita Krjukov · Oroszország                                                | 3:30,4    | Petter Northug · Norvégia                                                           | 3:30,7    | Alex Harvey · Kanada                                                                            | 3:31,2    |
| Csapatsprint február 24., 12:00            | Oroszország · Alekszej Petuhov · Nyikita Krjukov                             | 21:30,9   | Svédország · Marcus Hellner · Emil Jönsson                                          | 21:31,3   | Kazahsztán · Nyikolaj Csebotyko · Alekszej Poltaranyin                                          | 21:31,6   |

#### Nők
| Versenyszám                                | Arany                                                                           | Arany     | Ezüst                                                                      | Ezüst     | Bronz                                                                                | Bronz     |
| ------------------------------------------ | ------------------------------------------------------------------------------- | --------- | -------------------------------------------------------------------------- | --------- | ------------------------------------------------------------------------------------ | --------- |
| 10 km klasszikus stílus február 26., 12:45 | Therese Johaug · Norvégia                                                       | 25:23,4   | Marit Bjørgen · Norvégia                                                   | 25:33,6   | Julija Csekaljeva · Oroszország                                                      | 25:56,1   |
| 15 km üldözőverseny február 23., 12:45     | Marit Bjørgen · Norvégia                                                        | 39:04,4   | Therese Johaug · Norvégia                                                  | 39:07,8   | Heidi Weng · Norvégia                                                                | 39:19,3   |
| 30 km szabad stílus március 2., 12:15      | Marit Bjørgen · Norvégia                                                        | 1:27:19,9 | Justyna Kowalczyk · Lengyelország                                          | 1:27:23,6 | Therese Johaug · Norvégia                                                            | 1:27:28,6 |
| 4 × 5 km-es váltó február 28., 12:45       | Norvégia · Heidi Weng · Therese Johaug · Kristin Størmer Steira · Marit Bjørgen | 1:00:36,5 | Svédország · Ida Ingemarsdotter · Emma Wikén · Anna Haag · Charlotte Kalla | 1:01:02,7 | Oroszország · Julija Ivanova · Alija Ikszanova · Marija Guscsina · Julija Csekaljeva | 1:01:22,3 |
| Egyéni sprint február 21., 12:45           | Marit Bjørgen · Norvégia                                                        | 3:16,6    | Ida Ingemarsdotter · Svédország                                            | 3:18,9    | Maiken Caspersen Falla · Norvégia                                                    | 3:20,3    |
| Csapatsprint február 24., 12:00            | USA · Jessica Diggins · Kikkan Randall                                          | 20:24,4   | Svédország · Charlotte Kalla · Ida Ingemarsdotter                          | 20:32,2   | Finnország · Riikka Sarasoja-Lilja · Krista Lahteenmäki                              | 20:35,3   |

### Síugrás

#### Férfiak
| Versenyszám                               | Arany                                                                                    | Arany  | Ezüst                                                                            | Ezüst  | Bronz                                                                 | Bronz  |
| ----------------------------------------- | ---------------------------------------------------------------------------------------- | ------ | -------------------------------------------------------------------------------- | ------ | --------------------------------------------------------------------- | ------ |
| Középsánc február 23., 17:00              | Anders Bardal · Norvégia                                                                 | 252,6  | Gregor Schlierenzauer · Ausztria                                                 | 248,4  | Peter Prevc · Szlovénia                                               | 244,3  |
| Nagysánc február 28., 12:45               | Kamil Stoch · Lengyelország                                                              | 295,8  | Peter Prevc · Szlovénia                                                          | 289,7  | Anders Jacobsen · Norvégia                                            | 289,1  |
| Csapatverseny, nagysánc március 2., 12:30 | Ausztria · Wolfgang Loitzl · Manuel Fettner · Thomas Morgenstern · Gregor Schlierenzauer | 1135,9 | Németország · Andreas Wank · Severin Freund · Michael Neumayer · Richard Freitag | 1121,8 | Lengyelország · Maciej Kot · Piotr Żyła · Dawid Kubacki · Kamil Stoch | 1121,0 |

#### Nők
| Versenyszám                  | Arany                   | Arany | Ezüst                  | Ezüst | Bronz                                 | Bronz |
| ---------------------------- | ----------------------- | ----- | ---------------------- | ----- | ------------------------------------- | ----- |
| Középsánc február 22., 16:00 | Sarah Hendrickson · USA | 253,7 | Sara Takanashi · Japán | 251,0 | Jacqueline Seifriedsberger · Ausztria | 237,2 |

#### Vegyes
| Versenyszám                                 | Arany                                                         | Arany  | Ezüst                                                                                             | Ezüst | Bronz                                                                         | Bronz |
| ------------------------------------------- | ------------------------------------------------------------- | ------ | ------------------------------------------------------------------------------------------------- | ----- | ----------------------------------------------------------------------------- | ----- |
| Csapatverseny, középsánc február 24., 12:45 | Japán · Yuki Ito · Itó Daiki · Sara Takanashi · Takeucsi Taku | 1011,0 | Ausztria · Chiara Hölzl · Thomas Morgenstern · Jacqueline Seifriedsberger · Gregor Schlierenzauer | 986,7 | Németország · Ulrike Gräßler · Richard Freitag · Carina Vogt · Severin Freund | 984,9 |

### Északi összetett
| Versenyszám                                                   | Arany                                                                                      | Arany   | Ezüst                                                                   | Ezüst   | Bronz                                                               | Bronz   |
| ------------------------------------------------------------- | ------------------------------------------------------------------------------------------ | ------- | ----------------------------------------------------------------------- | ------- | ------------------------------------------------------------------- | ------- |
| Középsánc + 10 km február 22., 10:00, 15:00                   | Jason Lamy-Chappuis · Franciaország                                                        | 29:13,2 | Mario Stecher · Ausztria                                                | 29:13,4 | Björn Kircheisen · Németország                                      | 29:13,5 |
| Nagysánc + 10 km február 28., 10:00, 15:30                    | Eric Frenzel · Németország                                                                 | 27:22,8 | Bernhard Gruber · Ausztria                                              | 27:59,5 | Jason Lamy-Chappuis · Franciaország                                 | 28:00,0 |
| Csapatverseny, középsánc + 4 × 5 km február 24., 10:00, 15:00 | Franciaország · François Braud · Maxime Laheurte · Sébastien Lacroix · Jason Lamy-Chappuis | 57:34,0 | Norvégia · Jørgen Gråbak · Håvard Klemetsen · Magnus Krog · Magnus Moan | 57:34,4 | USA · Taylor Fletcher · Bryan Fletcher · Todd Lodwick · Bill Demong | 57:38,2 |
| Csapatsprint, nagysánc + 2 × 7,5 km március 2., 10:00, 15:00  | Franciaország · Sébastien Lacroix · Jason Lamy-Chappuis                                    | 35:37,9 | Ausztria · Wilhelm Denifl · Bernhard Gruber                             | 35:54,5 | Németország · Tino Edelmann · Eric Frenzel                          | 36:21,8 |

## Éremtáblázat
| Helyezés | Ország        | Arany | Ezüst | Bronz | Összesen |
| -------- | ------------- | ----- | ----- | ----- | -------- |
| 1.       | Norvégia      | 8     | 5     | 6     | 19       |
| 2.       | Franciaország | 3     | 0     | 1     | 4        |
| 3.       | Oroszország   | 2     | 0     | 3     | 5        |
| 4.       | USA           | 2     | 0     | 1     | 3        |
| 5.       | Svédország    | 1     | 6     | 0     | 7        |
| 6.       | Ausztria      | 1     | 5     | 1     | 7        |
| 7.       | Németország   | 1     | 1     | 3     | 5        |
| 8.       | Lengyelország | 1     | 1     | 1     | 3        |
| 9.       | Japán         | 1     | 1     | 0     | 2        |
| 9.       | Svájc         | 1     | 1     | 0     | 2        |
| 11.      | Szlovénia     | 0     | 1     | 1     | 2        |
| 12.      | Kazahsztán    | 0     | 0     | 2     | 2        |
| 13.      | Finnország    | 0     | 0     | 1     | 1        |
| 13.      | Kanada        | 0     | 0     | 1     | 1        |
| Összesen | Összesen      | 21    | 21    | 21    | 63       |